# 동명초등학교 (강원)
동명초등학교는 대한민국 강원특별자치도 강릉시 송정동에 있는 공립 초등학교이다.

## 학교 연혁
- 1938년 8월 20일 한송공립심상소학교 개교(설립인가 7월 4일)
- 1941년 4월 1일 한송공립국민학교로 개칭
- 1946년 3월 22일 동명국민학교로 개칭
- 1996년 3월 1일 동명초등학교로 개칭
- 2011년 10월 1일 학교체육관(해솔마루) 준공
- 2015년 5월 30일 제44회 전국소년체육대회 롤러 은메달 2개 획득
- 2015년 9월 5일 2015 강원도 학교스포츠클럽 티볼 우승
- 2015년 11월 7일 제11회 강원도교육감배롤러대회 남자초등부 종합우승, 여자초등부 3위
- 2016년 2월 29일 병설유치원 폐원
- 2022.12.31 제80회 졸업식(졸업생 누계 6,095명)
- 2023.09.01 제38대 엄영미 교장 취임

## 참고 자료
- 동명초등학교 - 한국교육학술정보원 학교알리미